# 吡马卡林
吡马卡林（化学式：C17H14N2O2）是一种鉀離子通道開放劑。

## 合成与反应
吡马卡林可以3-乙酰基-4-羟基苯甲腈为原料，经多步反应制得。它和二异丙氨基锂在四氢呋喃中反应，可以得到4-氰基-2-[1-(1,2-二氢-2-氧亚基-1-吡啶基)-3-甲基-1,2-丁二烯基]苯酚锂。